# قود المدام

تعديل مصدري - تعديل

قود المدام هي إحدى قرى عزلة القارة بمديرية رصد التابعة لمحافظة أبين، بلغ تعداد سكانها 106 نسمة حسب تعداد اليمن لعام 2004.